# Gastronomía del Friul
La gastronomía friulana (Cuicina friulana) representa la fusión de tres grandes corrientes culinarias la medioeuropea, la véneta y la eslava. Sabores típicos regionales, que se manifiestan en la riqueza de las recetas a base de los extraordinarios productos locales, que proceden de una gran variedad de paisajes, ambientes y climas diversos.  La región de Friul está formada por las provincias de Údine, Pordenone y Gorizia mientras que Venecia Julia está formada por la provincia de Trieste, la unión de ambas forman la región de Friul-Venecia Julia situada en la zona Noreste de Italia.

## Características
Se basa principalmente en recetas simples y en la autenticidad de los ingredientes: carne, lácteos, embutidos, legumbres con las que son creadas sabrosas especialidades.
El producto típico por excelencia es el jamón de San Daniele, conocido y exportado a todo el mundo, seguido por el queso de Montasio, el jamón ahumado de Sauris,  el formadi frant, el ajo de Resia, el radic di mont, el pestât y la pitina, un embutido de carne de caza y oveja empastado con vino tinto, hinojo y otras hierbas. El postre regional más difundido es la “gubana”, un rollito de masa rellena de fruta seca. Exquisitos también son los strudel y las tartas de fruta.

## Quesos
La mozzarella de búfala campana DOP, es uno de los quesos más importantes, el oro blanco italiano.

## Vino
El viñedo del Friul cuenta con ocho denominaciones de origen, 1700 bodegas que producen 100 millones de botellas cada año con etiquetas famosas en todo el mundo y dos joyas como el vino de Ramandolo y el Picolit (DOCG). Célebres a nivel mundial son sus vinos blancos (Tocai friulano, Rebolla Rebolla, Pinot Grigio, entre otros) y por el tinto autóctono Refosco del Pedúnculo Rosso.

## Destilados
Friul-Venecia Julia es también famoso por la producción de destilados. Entre ellos se encuentra la famosa "grappa", (una especie de aguardiente). La podemos encontrar de forma tradicional o aromatizada.

## Eventos gastronómicos
- Bianco & Bianchi

Es un evento que cuenta con un importante programa que combina la degustación del espárrago blanco con los grandes vinos blancos del Friul-Venecia Julia.
- Friuli Doc

Es una cita enogastronomica que cada septiembre anima el centro histórico de Údine.
- Bodega Abierta (mayo)

Esta celebración de la vinicultura ofrece a los amantes del vino la oportunidad de inmergirse en un mundo muy amado y apreciado. Los amantes del vino podrán satisfacer el deseo de "beber bien" y descubrir las regiones más bonitas de cultivo del vino . "Bodega Abierta" transforma la región en un lugar en fermento para miles de turistas enológicos, que podrán visitar las viñas asociadas al Movimiento del Turismo del Vino. Al mismo tiempo se podrá descubrir lo mejor del arte, la cultura, la naturaleza y la gastronomía que Friul-Venecia Julia puede ofrecer. 
- Aire de Fiesta (junio en San Daniele)

La Feria Internacional del Jamón está abierta a todo el mundo y celebra la tradición del San Daniele. ¡Este jamón es el más exquisito, dulce y famoso! Pregunte a cualquiera de la zona por qué este jamón es tan rico y le responderán que es el producto de una combinación entre aire fresco de los cercanos Alpes, la humedad de la costa del Adriático, la sal del mar y la calidad de sus cerdos. 
- Festival de la Comida y del Vino (Septiembre)

Vino, comida, acontecimientos y reseñas para tentar los sentidos llenan el programa de este festival, que tiene lugar cada año en Údine. El centro histórico es transformado en una muestra de los mejores productos de esta antigua tierra. Agricultores, artesanos y artistas ofrecen su mercancía: los mejores vinos y brandys, jamón San Daniele, queso Montasio, las típicas tartas de las colinas del este, la Gubana, miel, cerámica y objetos de arte, trabajos de madera y artículos de hierro forjado, joyería fina, exhibiciones, varios espectáculos de estudiantes .... ¡Una variedad infinita! Conciertos, representaciones teatrales, reuniones y conferencias completan el cuadro de esta rica cultura.